# Gairsain
Gairsain [ɡɛːrsɛːɳ] (en hindi : गैरसैण) est une ville située dans le district de Chamoli, dans le centre de l'État de l'Uttarakhand, en Inde.
La ville est considérée comme la future capitale de l'Uttarakhand.